# Centrosema conjugatum
Centrosema conjugatum är en ärtväxtart som beskrevs av Ernst Gottlieb von Steudel. Centrosema conjugatum ingår i släktet Centrosema och familjen ärtväxter. Inga underarter finns listade i Catalogue of Life.